# Tros
Tros, grekisk mytologi, son till Erichtonius och Astyoche. Han var far till Ilos, Assarakos och Ganymedes och var kung av Frygien. Tros son Ilos grundade Troja, på grekiska kallat Ilion. Namnet Troja härleds till Tros och Ilion till Ilos.